# Shari Watson
Shari Latoya Watson (* 4. März 1986, verheiratete Shari Hope) ist eine Badmintonspielerin aus Barbados. 

## Karriere
Shari Watson wurde bei den Panamerikanischen Spielen 2007 jeweils Neunte im Mixed und im Dameneinzel. 2008 siegte sie bei den Suriname International. Drei Jahre später nahm sie erneut an den Panamerikanischen Spielen teil.

## Sportliche Erfolge
| Saison | Veranstaltung           | Disziplin   | Platz | Name                      |
| ------ | ----------------------- | ----------- | ----- | ------------------------- |
| 2007   | Panamerikanische Spiele | Dameneinzel | 9     | Shari Watson              |
| 2007   | Panamerikanische Spiele | Mixed       | 9     | Kevin Wood / Shari Watson |
| 2008   | Suriname International  | Dameneinzel | 1     | Shari Watson              |